# Periodieke explosieve stoornis
De periodieke explosieve stoornis is een psychische aandoening. Wie aan deze aandoening lijdt, kan zijn woede of drift niet beheersen en vertoont buitensporig gewelddadig gedrag. In de DSM-5 is de aandoening ingedeeld bij de stoornissen van de impulsbeheersing. Iedereen wordt weleens kwaad of heeft een woedeaanval, maar bij deze stoornis heeft de persoon er geen controle meer over. De woede staat niet meer in verhouding tot de gebeurtenissen die ertoe hebben geleid. Vaak begrijpt de persoon later niet hoe hij tot zijn daden is gekomen en heeft er spijt van. De aandoening komt het meest voor bij mannen, maar uit zich ook bij vrouwen.
Voordat de diagnose kan worden gesteld moet worden onderzocht of er sprake is van een andere aandoening die woede en agressie als symptomen heeft, bijvoorbeeld een antisociale persoonlijkheidsstoornis, borderline of bipolaire stoornis. Uit onderzoek is gebleken dat ook volwassenen die in hun jeugd (onbehandelde) ADHD hebben gehad, aanleg hebben om agressief of opvliegend gedrag te vertonen. Veel psychiaters zien de periodieke explosieve stoornis dan ook niet als zelfstandig ziektebeeld.
Met medicatie en therapie zijn goede resultaten te bereiken, maar er wordt nog veel onderzoek gedaan, met name naar de oorzaak.
Het DSM-IV geeft de volgende criteria voor de periodieke explosieve stoornis:
- Verschillende episoden van onvermogen om weerstand te bieden aan agressieve impulsen die leiden tot agressieve handelingen en het vernielen van eigendommen.
- De mate van agressie tijdens de episoden is buiten proportie voor de bijbehorende psychosociale stressfactoren.
- De agressieve episoden kunnen niet beter worden verklaard door een andere psychische aandoening (bijvoorbeeld de antisociale persoonlijkheidsstoornis, borderline-persoonlijkheidsstoornis, een psychotische stoornis, manische episode, gedragsstoornis of aandachttekortstoornis met hyperactiviteit) en zijn geen gevolg van de inname van een substantie (bijvoorbeeld drugs of medicijnen) of een somatische aandoening (bijvoorbeeld hoofdletsel of de ziekte van Alzheimer).